# Seznam dílů seriálu Dalmatinská 101
Toto je seznam dílů seriálu Dalmatinská 101.

## Přehled řad
| Řada | Díly | Premiéra ve VB    | Premiéra ve VB | Premiéra v ČR (ČT :D) | Premiéra v ČR (ČT :D) | Premiéra v ČR (Disney Channel) | Premiéra v ČR (Disney Channel) |
| Řada | Díly | První díl         | Poslední díl   | První díl             | Poslední díl          | První díl                      | Poslední díl                   |
| ---- | ---- | ----------------- | -------------- | --------------------- | --------------------- | ------------------------------ | ------------------------------ |
| 1    | 26   | 14. prosince 2018 | 22. února 2020 | 27. března 2024       | 21. dubna 2024        | 21. prosince 2018              | 1. května 2020                 |

## Seznam dílů

### První řada (2018–2020)
| Č. v seriálu | Původní název                                          | Český název                              | Režie          | Scénář | Premiéra ve VB                                   | Premiéra v ČR                                     |
| ------------ | ------------------------------------------------------ | ---------------------------------------- | -------------- | --- | ------------------------------------------------ | ------------------------------------------------- |
| 1-2          | A Dog's Best FriendBoom Night                          | Nejlepší přítel psaBoom noc              | Miklós Weigert | scénář: Giles Pilbrow storyboard: Barry Reynolds scénář: Kirsty Peart a Jess Kedward storyboard: Max Loubaresse              | 14. prosince 201818. března 2019                 | 21. prosince 2018                                 |
| 3-4          | Power to the PuppiesWho the Dog Do You Think You Are?  | Moc štěnatůmKdo si u psa myslíš, že jsi? | Miklós Weigert | scénář: Baljeet Rai storyboard: Daniel Dion Christensen scénář: Ciarán Morrison a Mick O'Hara storyboard: Luke Allen         | 19. března 201920. března 2019                   | 25. března 201926. března 2019                    |
| 5-6          | Walkies on the Wild SideMay Contain Nuts               | ZdivočeníSem s vořechem                  | Miklós Weigert | scénář: Ciarán Morrison a Mick O'Hara storyboard: Barry Reynolds scénář: Giles Pilbrow storyboard: Bianca Ansems             | 21. března 201925. března 2019                   | 27. března 201928. března 2019                    |
| 7-8          | Winter FunderlandSnow Day                              | Zimní radovánkySněžný den                | Miklós Weigert | scénář: Nicole Paglia storyboard: Max Loubaresse scénář: Josh Sager a Jerome Simpson storyboard: Luke Allen                  | 26. března 201927. března 2019                   | 29. března 20191. dubna 2019                      |
| 9-10         | Perfect MatchAll Fired Up                              | Hafáme se k soběV jednom ohni            | Miklós Weigert | scénář: Kirsty Peart a Jess Kedward storyboard: Adrian Maganza scénář: Suzanne Lang storyboard: Barry Reynolds               | 28. března 20191. dubna 2019                     | 2. dubna 20193. dubna 2019                        |
| 11-12        | Poetry ScamCrushed Out                                 | Podvodná poezieOdmilovat se              | Miklós Weigert | scénář: Josh Sager a Jerome Simpson storyboard: Bianca Ansems scénář: Kirsty Peart a Jess Kedward storyboard: Max Loubaresse | 2. dubna 20193. dubna 2019                       | 3. června 20194. června 2019                      |
| 13-14        | Girl's Day OutThe Woof Factor                          | Holčičí denTalent na štěk                | Miklós Weigert | scénář: Jacqueline Moody storyboard: Althea Aseoche scénář: Josh Sager a Jerome Simpson storyboard: Bianca Ansems            | 4. dubna 201922. dubna 2019                      | 5. června 20196. června 2019                      |
| 15-16        | The Nose Job                                           | Čichám čichám                            | Miklós Weigert | scénář: Giles Pilbrow storyboard: Adrian Maganza (1. část) Max Loubaresse (2. část)                                          | 23. dubna 2019 (1. část)24. dubna 2019 (2. část) | 7. června 2019 (1. část)10. června 2019 (2. část) |
| 17-18        | My Fair DollyFlea-Mageddon                             | My Fair DollyBlechokalypsa               | Miklós Weigert | scénář: Maria O'Loughlin storyboard: Althea Aseoche scénář: Nicole Paglia storyboard: Bianca Ansems                          | 25. dubna 201929. dubna 2019                     | 11. června 201912. června 2019                    |
| 19-20        | A Right Royal RumbleDal-Martians                       | Pravý královský rachotDal-Marťani        | Miklós Weigert | scénář: Ciarán Morrison a Mick O'Hara storyboard: Barry Reynolds (11a) Adrian Maganza (11b)                                  | 17. srpna 201918. srpna 2019                     | 13. června 201914. června 2019                    |
| 21-22        | A Date With Destiny...Dallas & Deja VuThe Wow Of Miaow | bude oznámeno                            | Miklós Weigert | scénář: Giles Pilbrow storyboard: Kim Nguyen (12a) Max Loubaresse (12b)                                                      | 24. srpna 201925. srpna 2019                     | 12. října 2019                                    |
| 23-24        | Fear WindowThe Dog House                               | Okno strachuPsí dům                      | Miklós Weigert | scénář: Kirsty Peart a Jess Kedward (13a) Jacqueline Moody (13b) storyboard: Max Loubaresse (13a) Althea Aseoche (13b)       | 31. srpna 20191. září 2019                       | 19. října 2019                                    |
| 25-26        | A Summer To Remember                                   | Nezapomenutelné léto                     | bude oznámeno  | bude oznámeno | 7. září 2019                                     | 19. října 2019                                    |

## Kraťasy

### Gigglebug Guarantee shorts (2018–2019)
| Č. v řadě | Původní název | Český název         | Premiéra ve VB           | Premiéra v ČR                                                  |
| --------- | ------------- | ------------------- | ------------------------ | -------------------------------------------------------------- |
| 1         | Merry Pups    | Dalmatinské Vánoce  | 14. prosince 2018        | 18. prosince 2018 (YouTube) 24. prosince 2018 (Disney Channel) |
| 2         | Muddy Pups    | Umazaná štěňátka    | 18. února 2019           | 27. března 2019 (YouTube)                                      |
| 3         | Prank Pups    | Rošťárny            | 19. února 2019           | 7. března 2019 (YouTube)                                       |
| 4         | Ransom Pups   | Jak dosáhnout svého | 20. února 2019           | 8. března 2019 (YouTube)                                       |
| 5         | Target Pups   | Zamiř a pal         | 21. února 2019           | 18. března 2019 (YouTube)                                      |
| 6         | Yoga Pups     | Jogující Deepak     | 15. března 2019          | 29. března 2019 (YouTube)                                      |
| 7         | Jurassic Pups | Jurská štěňátka     | 5. dubna 2019 (Afrika)   | 2. dubna 2019 (YouTube)                                        |
| 8         | Space Pups    | Vesmírná štěňátka   | 29. dubna 2019 (Afrika)  | 25. dubna 2019 (YouTube)                                       |
| 9         | Disco Pups    | Disko štěňátka      | 18. května 2019 (Afrika) | 17. května 2019 (YouTube)                                      |
| 10        | Diva Pups     | Štěňátka primadony  | 24. května 2019 (Afrika) | 24. května 2019 (YouTube)                                      |

### Zvířata vs. lidé (2019)
| Č. v řadě | Původní název  | Český název     | Premiéra ve VB            | Premiéra v ČR (YouTube) |
| --------- | -------------- | --------------- | ------------------------- | ----------------------- |
| 1         | Music          | Hudba           | 14. dubna 2019            | 8. května 2019          |
| 2         | Birthdays      | Narozeniny      | 20. dubna 2019 (Afrika)   | 24. dubna 2019          |
| 3         | Dancing        | Tanec           | 21. dubna 2019            | 24. dubna 2019          |
| 4         | Cleaning       | Uklízení        | 25. dubna 2019 (Arábie)   | 24. dubna 2019          |
| 5         | Playtime       | Čas na hru      | 28. dubna 2019            | 5. července 2019        |
| 6         | Food           | Jídlo           | 3. května 2019            | 24. května 2019         |
| 7         | Driving        | Řízení          | 5. května 2019 (Afrika)   | 29. dubna 2019          |
| 8         | Extreme Sports | Extrémní sporty | 8. května 2019 (Afrika)   | 3. května 2019          |
| 9         | Nature         | Příroda         | 23. května 2019 (Afrika)  | 17. května 2019         |
| 10        | Relaxing       | Relaxace        | 31. května 2019 (Afrika)  | 29. května 2019         |
| 11        | Skills         | Dovednosti      | 4. června 2019 (Afrika)   | 31. května 2019         |
| 12        | Sports         | Sport           | 12. června 2019 (Afrika)  | 7. června 2019          |
| 13        | Water          | Voda            | 17. června 2019 (Afrika)  | 12. června 2019         |
| 14        | Winter         | Zima            | 24. června 2019 (Afrika)  | 17. června 2019         |
| 15        | Holidays       | Prázdniny       | 3. července 2019 (Arábie) | 3. července 2019        |